# Julian Frick
Julian Frick (* 2. Jänner 1933 in Leogang; † 26. Juli 2012 in Innsbruck) war ein österreichischer Urologe und langjähriger Vorstand der Urologischen Abteilung an den Landeskrankenanstalten in Salzburg.

## Leben und Karriere
Julian Frick wurde am 2. Jänner 1933 als jüngstes von fünf Kindern des Fleischhauers und Gastwirts Thomas Frick und dessen Ehefrau Juliane, geborene Stöckl, in Leogang geboren. Die Familie führte in ihrer Heimatgemeinde den Bäckerwirt. Nach fünf Jahren an der Volksschule Leogang kam Julian Frick an das Bundesgymnasium in Feldkirch in Vorarlberg. Dort legte er im Jahre 1953 die Reifeprüfung ab und begann danach ein Medizinstudium, das ihn an die Universität Innsbruck und an die Universität Wien brachte. Am 23. Mai 1959 erhielt er in Innsbruck sein Doktordiplom und begann daraufhin seine eigentliche Ausbildung zum Facharzt. So war er im Mai 1959 an der Kinderklinik der Universität Innsbruck aktiv und wechselte im Juni in die Chirurgie. Von Juni 1959 bis September 1961 gehörte er daraufhin der Chirurgische Universitätsklinik Innsbruck an, ehe er im Oktober 1961 an die Gynäkologie am Krankenhaus der Barmherzigen Schwestern Linz wechselte. Dort war er zumindest bis im Folgemonat tätig; ob er seine dortigen Tätigkeit eventuell noch länger ausübte, ist heute nicht mehr überliefert. Danach war er unter anderem von März bis Mai 1963 an der Medizinischen Universitätsklinik Innsbruck und von November bis Dezember des gleichen Jahres an der Medizinische Poliklinik der Universität Zürich. Die übrige Zeit, zwischen dem Studienabschluss im Jahre 1959 und dem Ende des Jahres 1975, widmete er vornehmlich seiner urologischen Ausbildung an der Urologischen Universitätsklinik in Innsbruck.
Während dieser Zeit hatte er auch mehrmonatige Studienaufenthalte im Ausland. So war er an der Urologischen Klinik des Karolinska-Universitätskrankenhauses in Stockholm, am Institute of Urology in London, an der Urologischen Klinik in Newcastle, an der Urologischen Klinik der Medizinischen Akademie Krakau und an der Urologischen Klinik der Universität Lyon tätig. Aufgrund eines zweimaligen Fellowships der Rockefeller University in New York City kam er im Jahre 1967 für vier bzw. sechs Monate an die Endocrinology Branch des National Institutes of Health in Bethesda im US-Bundesstaat Maryland und im Jahre 1968 für vier bzw. sechs Monate ans Population Council der Rockefeller University, wobei er am Problem des Testosteronmetabolismus arbeitete. Diese Monate, die er in den Vereinigten Staaten verbrachte, gelten für seine Forschungstätigkeit als am prägendsten. Hier wurde er davon überzeugt, dass die Urologie kein rein operatives Fach sei und dass insbesondere die Andrologie Schwerpunkte in der Reproduktionsbiologie und -endokrinologie habe. Frick war im Jahre 1969 einer der ersten Wissenschaftler, der eine auf kompetitiver Proteinbindung basierende Methode zur Bestimmung des Testosterons etablierte und die Testosteron im Blut in ziemlich kleinen Probemengen bestimmen konnte; dies brachte ihm Jahre später auch die Leitung des Steroidlabors an der Urologischen Universitätsklinik Innsbruck ein. Seine Studien bildeten Meilensteine auf dem Weg zur hormonellen männlichen Kontrazeption. So erkannte er unter anderem, dass im Spektrum der kontrazeptiven Methoden für den Mann ein reversibles pharmakologisches Verfahren fehlte.
Am 20. Juni 1969 erhielt Frick vom Professorenkollegium der Medizinischen Fakultät der Universität Innsbruck die Venia Docendi für das Fach Urologie und wurde am 6. Februar 1973 vom damaligen österreichischen Bundespräsidenten Franz Jonas zum außerordentlichen Universitätsprofessor ernannt; gleichzeitig wurde er zum Leiter des Steroidlabors an der Urologischen Universitätsklinik Innsbruck bestellt. Mit 1. Jänner 1976 folgte schließlich die Bestellung zum Vorstand der Urologischen Abteilung an den Landeskrankenanstalten in Salzburg; eine Anstellung, die er bis zu seiner Pensionierung mit 1. Jänner 1999, innehielt. Er verfasste zeitlebens unzählige Publikationen; so umfasste seine Publikationsliste bis zur Habilitation im Jahre 1969 44 Arbeiten. Zur Bewerbung um das Primariat der Urologie an den Salzburger Landeskrankenanstalten wurden 94 Arbeiten eingereicht, wobei die Liste bis zu seinem Ableben mehr als 450 Publikationen umfasste. Darunter waren auch diverse Mitarbeiten an Fachbüchern. Im Jahre 1987 brachte er in Zusammenarbeit mit Gerd Ludwig und Erwin Rovan das Fachbuch Praxis der Spermatologie heraus, das in weiterer Folge in mehreren Auflagen erschien und heute als Standardwerk auf diesem Gebiet gilt. Aufgrund seiner wissenschaftlichen Leistungen erhielt Frick unter anderem im Jahre 1968 den seit 1964 von der Hoechst-Stiftung zur Förderung der medizinischen Forschung in Österreich vergebenen Hoechst-Preis; 1977 wurde er von der Alken-Stiftung durch den C. E. Alken-Preis, der alljährlich an Personen, die einen wesentlichen Beitrag zur Urologie geleistet haben, verliehen wird, gewürdigt.
Im Laufe seines Lebens gehörte Julian Frick diversen Gesellschaften an; so war er unter anderem Mitglied der Österreichische Gesellschaft für Urologie, deren Vorsitzender er auch von 1984 bis 1986 war. Außerdem gehörte er der Österreichischen Gesellschaft für Chirurgie und der Deutschen Gesellschaft für Endokrinologie, deren Ehrenmitglied er auch war, an. Des Weiteren war er Mitglied der Europäischen Gesellschaft für Urologie, der Société Internationale d’Urologie, der Deutschen Gesellschaft für Urologie, der Internationalen Gesellschaft für Andrologie, der American Urological Association (als korrespondierendes Mitglied), der International Society of Cryosurgery, sowie der Royal Society of Medicine an. Von der Salzburger Ärztegesellschaft erhielt er im Jahre 1997 die Ehrenmitgliedschaft. Bereits 1992 gehörte er zu den Gründungsmitgliedern der European Academy of Andrology, kurz EAA, und agierte in den ersten vier Jahren auch als Schatzmeister dieser Organisation. Am 12. Juni 1993 wurde Julian Frick von seiner Heimatgemeinde Leogang die Ehrenbürgerschaft verliehen. Am 15. Dezember 1998 wurde ihm vom damaligen Salzburger Landeshauptmann Franz Schausberger das Silberne Ehrenzeichen des Landes Salzburg verliehen.
Außerdem war Frick Mitbegründer und Ehrenrektor der Paracelsus Medizinische Privatuniversität (PMU) in Salzburg. Deren Studiengang der Medizin prägte Frick dabei ganz wesentlich; unter anderem mit der Einteilung des akademischen Jahres in Trimester mit weniger Ferien als an den traditionellen Universitäten. Somit konnten Studenten bereits in fünf Jahren zum Abschluss kommen. Am 26. Juli 2012 starb Frick nach langer Krankheit 79-jährig in Innsbruck und hinterließ seine Ehefrau Helga sowie die beiden Töchter Martina und Michaela. Am 4. August 2012 wurde er am Mühlauer Friedhof im Innsbrucker Stadtteil Mühlau begraben.